# パリスとヘレネの恋
『 パリスとヘレネの恋』（パリスとヘレネのこい、仏: Les amours de Pâris et d'Hélène, 英: The Loves of Paris and Helen）は、フランスの新古典主義の巨匠ジャック＝ルイ・ダヴィッドが1788年に制作した神話画である。油彩。ギリシア神話のトロイア王子パリスと絶世の美女として名高いスパルタ王妃ヘレネの恋を主題としている。アルトワ伯爵（のちのフランス国王シャルル10世）の依頼によって制作された。現在はパリのルーヴル美術館に所蔵されている。

## 主題
トロイアの王子パリスは3人の女神の美を判定し、愛と美の女神アプロディテ（ローマ神話のヴィーナス）に勝利を与えた。この褒美としてパリスは世界で最も美しいスパルタ王メネラオスの王妃ヘレネを誘惑し、トロイアに連れ去った。この出来事はトロイア戦争と呼ばれる王妃の返還を求めるギリシア人との大戦争に発展した。ホメロスの叙事詩『イリアス』の第3巻で、ヘクトルの提案でパリスとメネラオスはヘレネおよび全財産をかけて一騎打ちの勝負をするが、アプロディテはパリスをさらってトロイアの城壁の内側に連れ帰り、勝者がメネラオスに決するのを防ぐ。とはいえ、パリスが敗れたことは誰の目にも明らかであった。結局、パリスはヘレネを手放そうとはしなかった。

## 作品

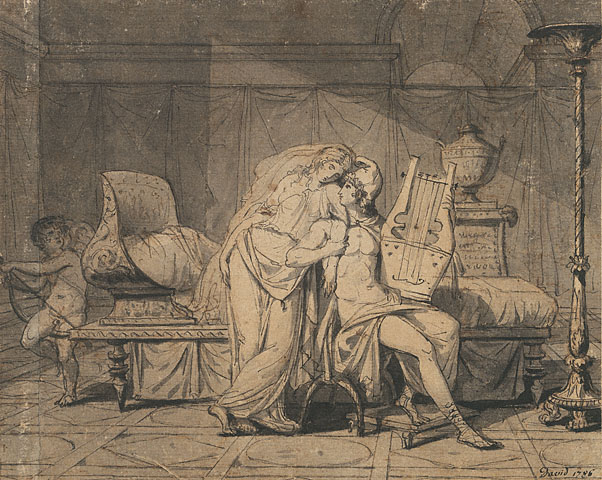
準備素描。1786年。J・ポール・ゲティ美術館所蔵。

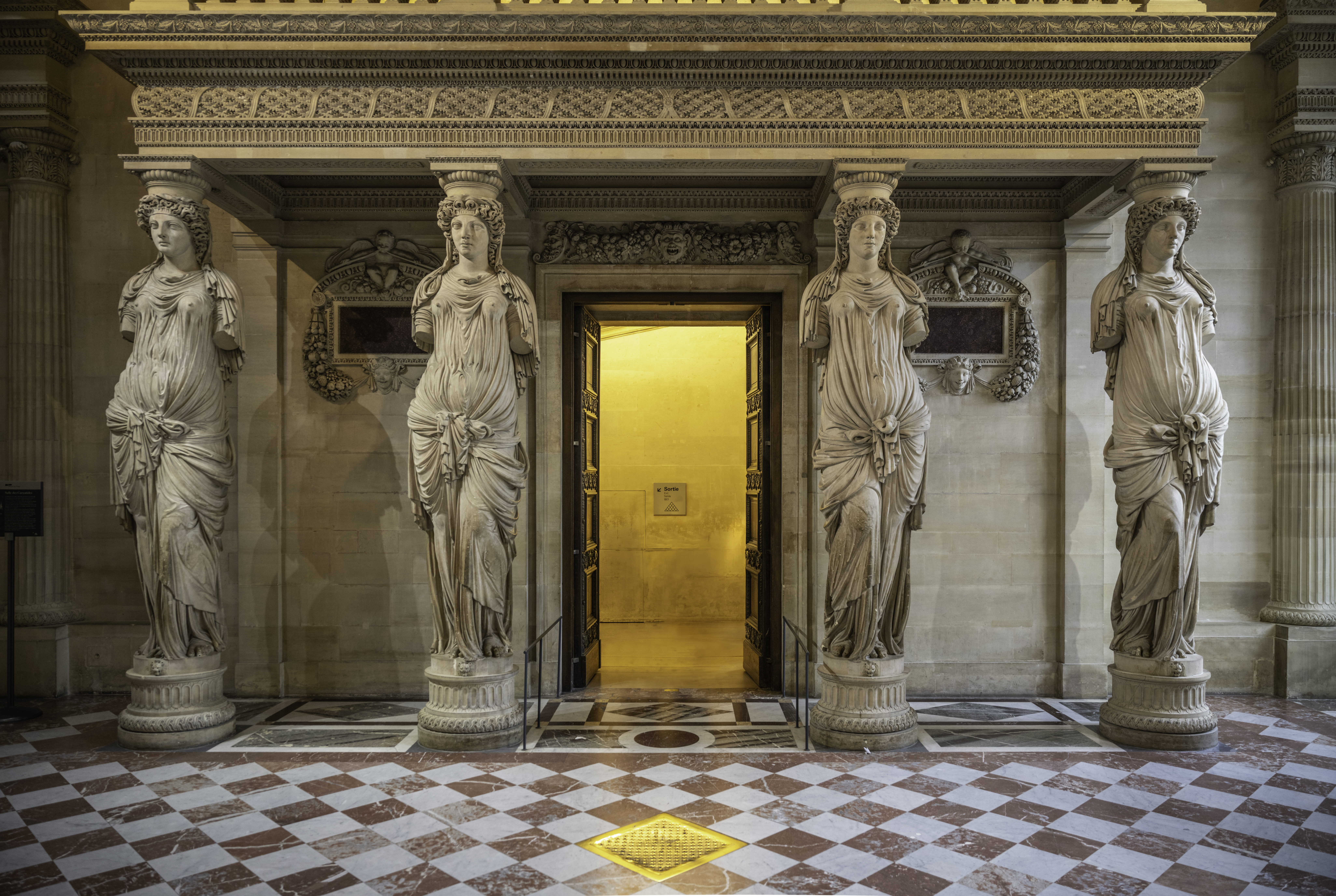
ジャン・グージョンによるカリアティードの部屋。

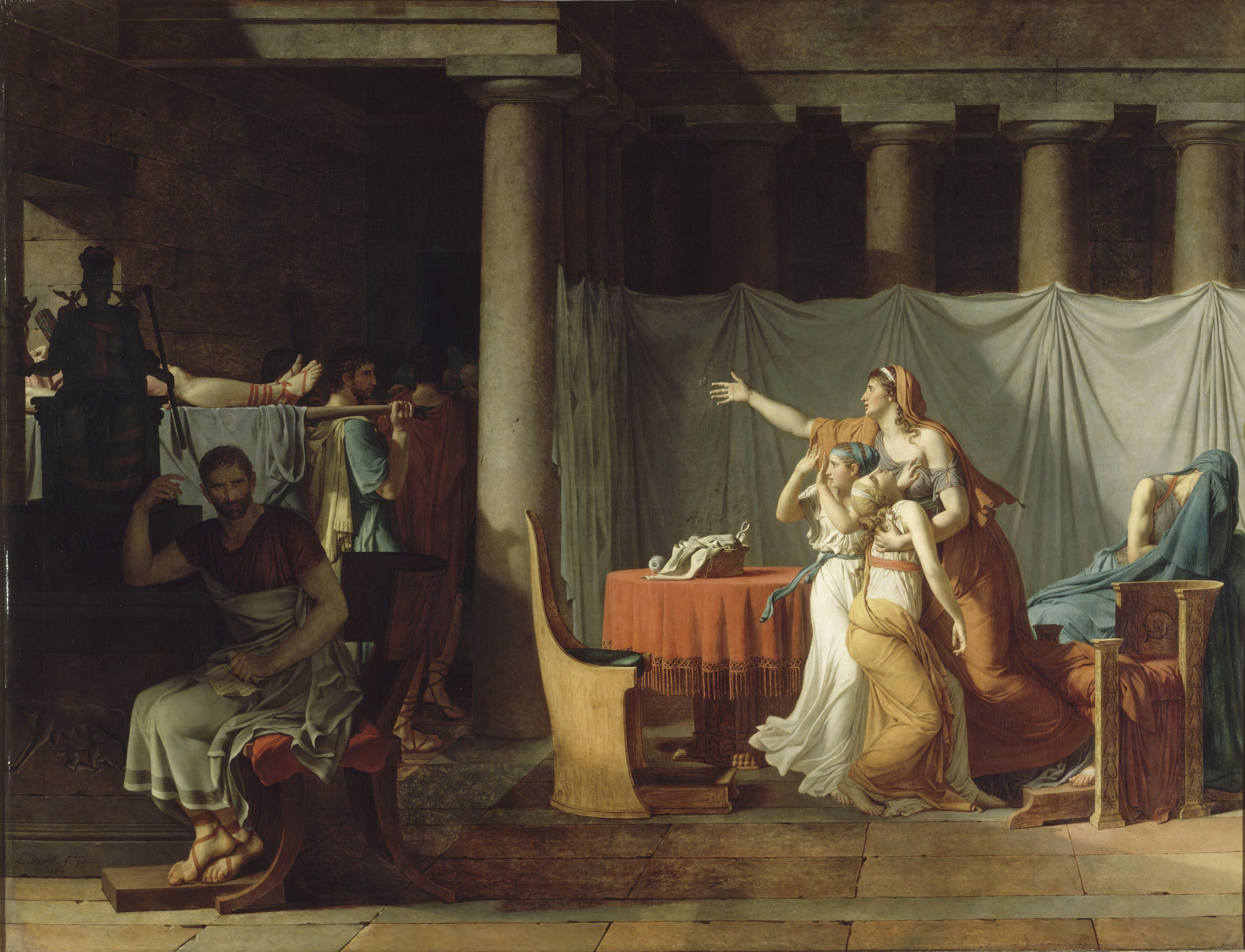
ダヴィッドの『ブルートゥス邸に息子たちの遺骸を運ぶ警士たち』。1789年。ルーヴル美術館所蔵。

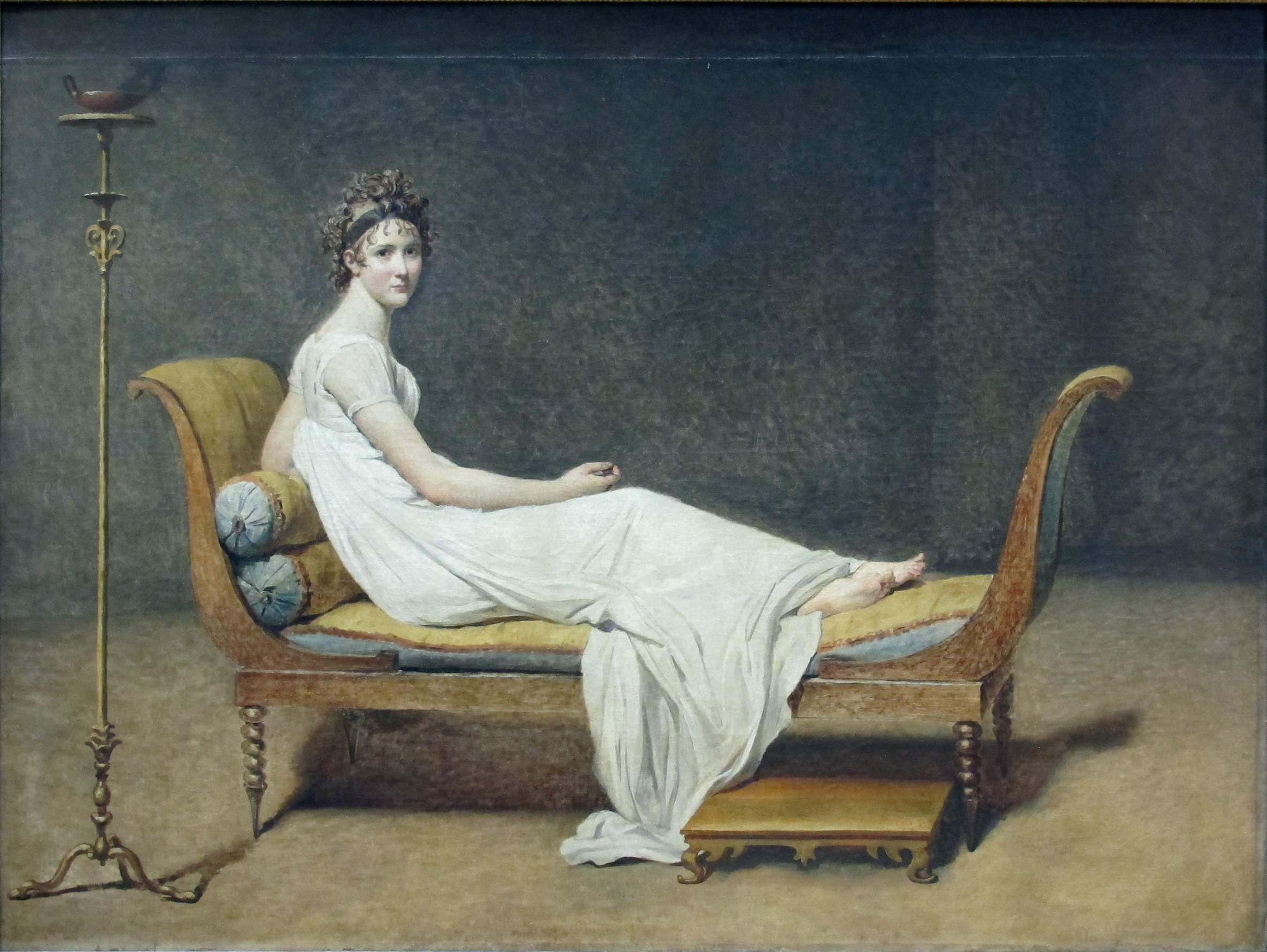
同じく『レカミエ夫人の肖像』。1800年。ルーヴル美術館所蔵。

ダヴィッドは身を寄せ合って見つめ合う寝室のパリスとヘレネを描いている。パリスは寝台のそばに配置された椅子に座り、背後から寄りかかるヘレネの左腕をとりながら、ヘレネを見上げている。パリスの左手には竪琴があり、頭に赤いプリュギア帽子をかぶっている。2人は彫刻的な滑らかな身体を持ち、微妙な光に照らされている。アプロディテの像が画面左端の柱上に置かれ、その腕に矢筒が掛けれている。室内はアプロディテに捧げられた夫婦の貞節を象徴するギンバイカの花輪で飾られており、寝台の後ろは掛け布で覆われ、その奥に4体のカリアティードが見える。
主題はホメロスから採られているが、依頼主の意図するところは成人した男女の裸体表現にあった。これをダヴィッドは依頼者の意図を汲んで牧歌的かつロマンティックな作品を描き上げた。ただし官能性ではなく、知的な秩序世界に属した理想主義と優雅さでもってこれを描いた。ダヴィットにとって重要だったのはこの主題を分かりやすい表現を用いて崇高なものとして描き、自身の芸術世界を展開することであった。アルトワ伯爵の依頼は美的かつ精神的な価値を持つ主題を研究するための格好の機会となった。
ダヴィッドはギリシア的な主題を表現するためのものとして、ジョルジュ・ジャコブが制作した家具を使用した。これは後に1789年の『ブルートゥス邸に息子たちの遺骸を運ぶ警士たち』（Les licteurs rapportent à Brutus les corps de ses fils）や1800年の『レカミエ夫人の肖像』（Portrait de madame Récamier）でも用いられた。寝台の後ろに配置された掛け布は空間を区切る典型的な手法である。
初期構想と完成作との間にはいくつかの点が変更されている。初期構想では画面左端に愛のある関係を象徴するキューピッドが、画面右端の前景に高い燭台が配置されていたが、完成作では削除されている。さらに完成作では背景にカリアティードが追加された。このカリアティードはルーヴル美術館のフランソワ1世翼にあるカリアティードの広間のジャン・グージョンの彫刻を模写したものである。
ダヴィッドは同主題の先行作品とは逆にヘレネを着衣させ、パリスを裸体で描いた。リュック・ド・ナントゥイユによると、ダヴィッドにとって男性の裸体は肉体的なものではなく、精神的な意味での男性的なものを表す。ダヴィッドの裸体表現は造形的な美しさを表現するために必要な「光のような衣装」にすぎず、それゆえにより深い精神的な価値を引き出すことができる。構図は立像のヘレネと坐像のパリスを組み合わせたものであり、ピラミッド型をなしている。恋人たちの視線は繊細な優しさを持ち、色彩のコントラストは巧みである。ダヴィッドの初期作品と比べると、色彩はずっと柔らかく、フランドルを旅行したときに見たピーテル・パウル・ルーベンスの影響を示している。装飾の描写は慎重であり、光と色彩もヘレネの神話を思い起こさせる優しさでパリスに身を寄せる情景に役立っている。

リュック・ド・ナントゥイユは本作品について次のように述べている。

この絵画は、美しくありたいという造形上の意図と知的な意味とが、抱擁のうちに高まりゆく愛ゆえに、損なわれてしまうという繊細さを持った、絵画なのである。

## 来歴
ダヴィッドは1786年に絵画の制作を開始したが、長い間病を患ったため1788年まで完成しなかった。完成した絵画は翌1789年のサロンで展示された。その後、フランス革命によって押収された。1823年に取得された。